# Deuxième combat de Grimari
Troisième guerre civile centrafricaine
Batailles
- Bouca
- Gaga
- Bouar
- Massacre de Bouar
- Incendie de Camp Bangui
- 1er Massacre de Boali
- 2e Bangui
- Bossangoa
- Opération Sangaris
- Bozoum
- Massacre de Bohong
- Massacre de Bossembélé‎
- Massacre de Bossemptélé
- Massacre de Baoro
- 2e Massacre de Boali
- 1er Grimari
- 2e Grimari
- Boguila
- Batangafo

Le deuxième combat de Grimari se déroule pendant la guerre civile de Centrafrique.

## Déroulement
Le 20 avril 2014, un affrontement a lieu à Grimari entre les militaires français du GTIA Scorpion et un groupe d'Anti-Balaka. Selon le ministère français de la Défense, les heurts commencent lorsque des insurgés armés mettent le feu à plusieurs maisons dans le nord de la ville. Les militaires français et des soldats africains de la MISCA effectuent alors une mission de reconnaissance dans cette zone. Mais peu après une vingtaine d'hommes armés attaquent les Français « à plusieurs reprises, de façon coordonnée, et à partir de différentes positions ». Plusieurs accrochages ont lieu dans la matinée, mais les attaques sont systématiquement suivies de ripostes. Les combats se terminent vers midi. Selon l'armée française, cinq Anti-Balaka ont été tués et deux autres blessés lors de l'affrontement. 
Ce combat provoque cependant la colère des habitants chrétiens contre les Français alors qu'initialement ils avaient favorablement accueillis leur venue. Favorables aux Anti-Balaka, plusieurs habitants accusent les militaires français d'avoir tués des civils.
Selon le témoignage visuel d'un journaliste de l'AFP, trois des cinq cadavres, ainsi que les deux blessés, portaient des gris-gris caractéristiques des Anti-Balaka. Les deux autres corps en étaient en revanche dépourvus, selon des habitants, dont des personnes se disant membres de leurs familles, ces deux hommes ne faisaient pas partie des Anti-Balaka et auraient été tués alors qu'ils étaient « cachés sous un matelas ».
Ces témoignages sont contestés par le capitaine Daniel, commandant du détachement français à Grimari, qui déclare à l'AFP : « La force a fait une riposte à des tirs effectués par des anti-balaka. Si une personne a une arme et qu'elle nous tire dessus, la riposte est immédiate. C’est de la légitime défense. [...] Ce n'est aucunement une bavure. Les armes (des anti-balaka) sont là. Il y en a pléthore ».